# Dominique Arnaud
Dominique Arnaud (Tarnos, 19 de setembro de 1955 -Dax, 20 de julho de 2016) foi um ciclista francês, profissional entre 1980 e 1991, cujos maiores sucessos desportivos conseguiu-os na Volta a Espanha, onde conseguiria 3 vitórias de etapa em suas diversas participações.
Faleceu aos 60 anos a 20 de julho de 2016 vítima de um cancro.

## Palmarés
| 1978 - Tour de l'Yonne 1980 - 1 etapa da Volta a Espanha 1982 - 1 etapa da Volta a Espanha 1983 - G. P. da Villa de Rennes - Tour de Limusino 1985 - 1 etapa do Tour de Limusino - 1 etapa do Tour d'Armorique | 1986 - 1 etapa da Volta à Catalunha 1987 - 1 etapa da Volta a Espanha - 1 etapa da Volta à Andaluzia 1990 - 1 etapa do Grande Prêmio de Midi Livre - 1 etapa do Tour de Vaucluse |

## Resultados nas grandes voltas
| Carreira           | 1980 | 1981 | 1982 | 1983 | 1984 | 1985 | 1986 | 1987 | 1988 | 1989 | 1990 | 1991 |
| ------------------ | ---- | ---- | ---- | ---- | ---- | ---- | ---- | ---- | ---- | ---- | ---- | ---- |
| Giro d'Italia      | 32.º | -    | -    | -    | -    | -    | -    | -    | -    | -    | -    | -    |
| Tour de France     | -    | 24.º | 36.º | 26.º | 54.º | 22.º | 76.º | Ab.  | 48.º | 30.º | -    | -    |
| Mundial em estrada | -    | -    | -    | -    | -    | -    | -    | -    | -    | -    | -    |      |

-: não participa 

Ab.: abandona

## Equipas
- Reynolds (1980)
- Wolber (1981-1983)
- La Vie Claire (1984-1985)
- Reynolds (1986-1989)
- Banesto (1990-1991)